# Josep Jufré
Josep Jufré (Vich, provincia de Barcelona, 5 de agosto de 1975) es un exciclista español.
Debutó como ciclista profesional en las filas del equipo Carvalhelhos-Boavista portugués en la temporada 1999.
En 2012 anunció su retirada.

## Palmarés
2001
- 1 etapa del GP del Miño

2002
- Clásica de los Puertos

## Resultados en Grandes Vueltas
| Carrera | Carrera         | 1999 | 2000 | 2001 | 2002 | 2003 | 2004 | 2005 | 2006 | 2007 | 2008 | 2009 | 2010 | 2011 |
| ------- | --------------- | ---- | ---- | ---- | ---- | ---- | ---- | ---- | ---- | ---- | ---- | ---- | ---- | ---- |
|         | Giro de Italia  | —    | —    | —    | —    | —    | —    | —    | 29.º | 52.º | —    | —    | 42.º | 74.º |
|         | Tour de Francia | —    | —    | —    | —    | —    | —    | —    | —    | —    | Ab.  | —    | —    | —    |
|         | Vuelta a España | —    | —    | —    | —    | 20.º | 62.º | 15.º | Ab.  | Ab.  | —    | —    | 24.º | 57.º |

-: no participa

Ab.: abandono

## Equipos
- Boavista (1999-2002)
  - Recer-Boavista (1999)
  - Boavista (2000)
  - Carvalhelhos-Boavista (2001-2002)
- Relax (2003-2005)
  - Relax-Fuenlabrada (2003)
  - Relax-Bodysol (2004)
  - Relax-Fuenlabrada (2005)
- Lotto (2006-2007)
  - Davitamon-Lotto (2006)
  - Predictor-Lotto (2007)
- Scott/Fuji-Servetto (2008-2009)
  - Saunier Duval-Scott (2008)[3]
  - Scott-American Breef (2008)[4]
  - Fuji-Servetto (2009)
- Astana (2010-2011)
  - Astana (2010)
  - Pro Team Astana (2011)